# ديفيد باس
ديفيد باس (بالإنجليزية: David Bass)‏ هو لاعب كرة قدم أمريكية أمريكي، ولد في 11 سبتمبر 1990 في سانت لويس في الولايات المتحدة.

## وصلات خارجية
- ديفيد باس على موقع مرجع كرة القدم المحترفة.كوم (الإنجليزية)